# 76. pehotna brigada (ZDA)
76. pehotna brigada (izvirno angleško 76th Infantry Brigade) je bila pehotna brigada Kopenske vojske Združenih držav Amerike.

## Odlikovanja
- 2x Meritorious Unit Commendation